# Долази младожења
Долази младожења (енгл. Here Comes the Groom) је амерички филм из 1951. године режисера Френка Капре са Бинг Крозбијем и Џејн Вајман у главним улогама.

## Кратак садржај
Три године, шарматни и помало неодговорни Peter Garvey, боравећи у Паризу као репортер листа The Boston Morning Express, зближио се с ратном сирочад о којој извештава. Peter-у су за срце прирасли бистри једанаестогодишњак Bobby Dulac (J. Gencel) и од њега нераздвојна седмогодишња Сузи (B. Washburn), па кад га уредник George Degnan (R. Keith) позове натраг јер приче о ратним сирочићима више нису "врућа" роба, Peter одлучи Бобија и Сузи повести са собом у Америку. Он верује да га тамо још увек чека његова вереница Emmadel "Emmy" Jones (J. Wyman), но не зна да је њој дојадило чекање па се верила за маркантног богаташа Wilbur-a Stanley-a (F. Tone). Штавише, Emmy се за Wilbur-a удаје управо ове субота, а Peter има управо толико времена да се ожени, јер ће му у противном деца бити одузета.

## Улоге
| Глумац           | Улога            |
| ---------------- | ---------------- |
| Бинг Крозби      | Pete Garvey      |
| Џејн Вајман      | Emmadel Jones    |
| James Barton     | William Jones    |
| Connie Gilchrist | Ma Jones         |
| Walter Catlett   | the McGonigles   |
| Ellen Corby      | the McGonigles   |
| Robert Keith     | George Degnan    |
| Alan Reed        | Walter Godfrey   |
| Minna Gombell    | Mrs. Godfree     |
| Franchot Tone    | Wilbur Stanley   |
| Alexis Smith     | Winifred Stanley |
| Jacques Gencel   | Bobby            |
| Beverly Washburn | Suzi             |
| Louis Armstrong  | себе             |
| Cass Daley       | себе             |
| Phil Harris      | себе             |
| Dorothy Lamour   | себе             |